# Gangneung ishall
Gangneung ishall är en ishall i kuststaden Gangneung i Sydkorea. Arenan började att byggas i juni 2014 och blev klar i december 2016. Under olympiska vinterspelen 2018 hölls tävlingarna i konståkning och short track här.
Arenan ligger i Gangneungs olympiska park tillsammans med bland annat Gangneung hockeycenter och Gangneung skridskocenter.